# Kukovootočki dolar
Kukovootočni dolar je valuta na Cookovom Otočju.
Ova valuta nije tečajno samostalna, već je samo lokalni oblik novozelandskog dolara. Dijeli se na 100 centi, a paritet s novozelandskim dolarom je 1:1. S obzirom na tečajnu nesamostalnost valuta nema međunarodni kôd.
U optjecaju su kovanice od 5, 10, 20 i 50 centi, te 1, 2 i 5 dolara, i novčanice od 3, 10, 20 i 50 dolara.